# رأفت عطية
رأفت عطية حلمي لاعب كرة قدم مصري معتزل، لعب لناديي الاتحاد السكندري والزمالك في مركز الهجوم ، ولعب أيضًا للمنتخب الوطني وشارك معه في كأس الأمم الأفريقية لكرة القدم 1957 وأحرز أول هدف في البطولة على الإطلاق، وكان أمام المنتخب السوداني في المباراة التي انتهت بنتيجة 2–1 للمنتخب المصري.

## روابط خارجية
- رأفت عطية على موقع الاتحاد الدولي (مؤرشف)  (الإنجليزية)
- رأفت عطية على موقع قاعدة بيانات كرة القدم.إي يو (الإنجليزية)
- رأفت عطية على موقع اللجنة الأولمبية الدولية (الإنجليزية)
- رأفت عطية على موقع أوليمبيديا (الإنجليزية)
- رأفت عطية